# Climat de la Haute-Marne

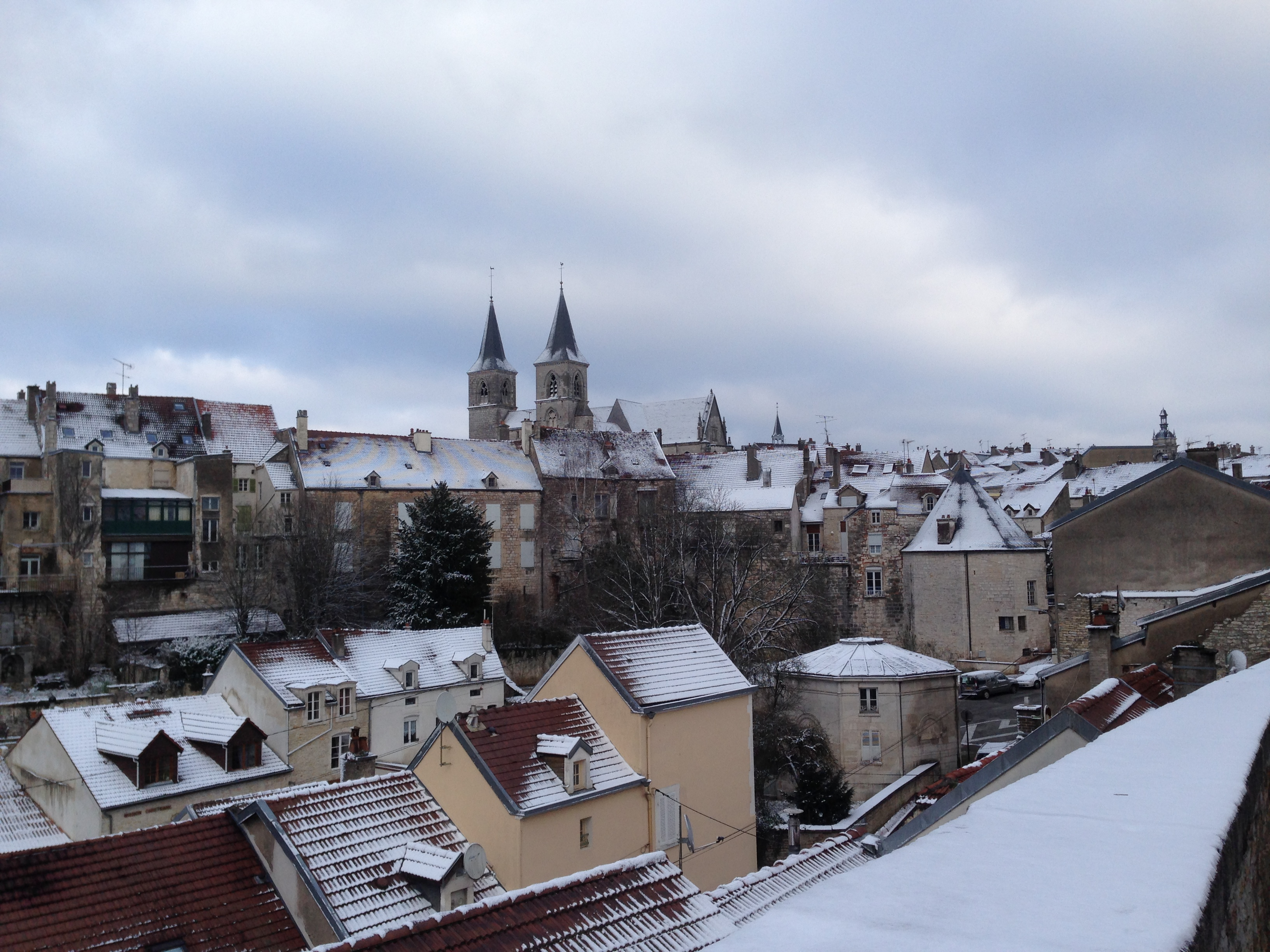
Chaumont sous la neige.

La Haute-Marne est soumise à un climat océanique très altéré, avec des influences continentales sensibles, notamment en période hivernale. Ce climat se caractérise par des hivers longs et froids et des étés chauds et orageux.
Les précipitations sont assez abondantes : entre 800 et 1100 mm par an qui se répartissent assez régulièrement tout au long de l'année. Elles sont toutefois plus marquées de novembre à mars et en mai.
On compte de 150 à 180 jours de précipitations dont 20 à 30 jours avec chutes de neige.
La température moyenne annuelle est fraîche, elle varie de 9 à 11 °C, avec 70 à 85 jours de gel.
La durée d'insolation totale annuelle est voisine de 1750 heures, mais ne dépasse pas 170 heures en moyenne de novembre à janvier.
Les vents modérés en moyenne, dominent des secteurs Sud à Ouest, avec une composante de Nord-Est non négligeable en hiver.